# UFC 216
UFC 216: Ferguson vs. Lee è stato un evento di arti marziali miste tenuto dalla Ultimate Fighting Championship il 7 ottobre 2017 alla T-Mobile Arena di Paradise, negli Stati Uniti.

## Risultati
|                                                           | Divisione             |                        |                 |                   | Metodo                                      | Round           | Tempo           | Premio          |
| Card Principale                                           | Card Principale       | Card Principale        | Card Principale | Card Principale   | Card Principale                             | Card Principale | Card Principale | Card Principale |
| --------------------------------------------------------- | --------------------- | ---------------------- | --------------- | ----------------- | ------------------------------------------- | --------------- | --------------- | --------------- |
| Sfida valida per il titolo vacante di campione ad interim | Pesi leggeri          | Tony Ferguson          | batte           | Kevin Lee         | Sottomissione (triangolo)                   | 3               | 4:02            |                 |
| Sfida valida per il titolo di campione                    | Pesi mosca            | Demetrious Johnson (c) | batte           | Ray Borg          | Sottomissione (armbar)                      | 5               | 3:15            | POTN            |
|                                                           | Pesi massimi          | Fabrício Werdum        | batte           | Walt Harris       | Sottomissione (armbar)                      | 1               | 1:05            |                 |
|                                                           | Pesi gallo femminili  | Mara Romero Borella    | batte           | Kalindra Faria    | Sottomissione (rear-naked choke)            | 1               | 2:54            |                 |
|                                                           | Pesi leggeri          | Beneil Dariush         | contro          | Evan Dunham       | Parità di maggioranza (29-28, 28-28, 28-28) | 3               | 5:00            |                 |
| Card Preliminare (FX)                                     |                       |                        |                 |                   |                                             |                 |                 |                 |
|                                                           | Pesi gallo            | Cody Stamann           | batte           | Tom Duquesnoy     | Decisione non unanime (29-28, 28-29, 30-27) | 3               | 5:00            |                 |
|                                                           | Pesi leggeri          | Lando Vannata          | contro          | Bobby Green       | Parità non unanime (29-27, 27-29, 28-28)    | 3               | 5:00            | FOTN            |
|                                                           | Pesi paglia femminili | Poliana Botelho        | batte           | Pearl Gonzalez    | Decisione unanime (30-27, 30-27, 30-27)     | 3               | 5:00            |                 |
|                                                           | Pesi mosca            | Matt Schnell           | batte           | Marco Beltrán     | Decisione unanime (30-27, 30-27, 30-27)     | 3               | 5:00            |                 |
| Card Preliminare (UFC Fight Pass)                         |                       |                        |                 |                   |                                             |                 |                 |                 |
|                                                           | Pesi mosca            | John Moraga            | batte           | Magomed Bibulatov | KO (pugno)                                  | 1               | 1:38            | POTN            |
|                                                           | Pesi medi             | Brad Tavares           | batte           | Thales Leites     | Decisione unanime (30-27, 30-26, 30-26)     | 3               | 5:00            |                 |

## Premi
I lottatori premiati ricevettero un bonus di 50.000 dollari.
Legenda:
- FOTN: Fight of the Night (vengono premiati entrambi gli atleti per il miglior incontro dell'evento)
- POTN: Performance of the Night (viene premiato il vincitore per la migliore performance dell'evento)